# Volker Aschoff
Volker Georg Ludwig Aschoff (* 14. Juni 1907 in Freiburg im Breisgau; † 14. Juli 1996 in Burgberg (Königsfeld)) war ein deutscher Professor für Nachrichtentechnik und Rektor der RWTH Aachen.

## Leben und Wirken
Der Sohn des Pathologen Ludwig Aschoff und Bruder des Biologen Jürgen Aschoff studierte nach seinem Abitur im Jahr 1925 an den Universitäten Bonn, Danzig und Karlsruhe Elektrotechnik. In Danzig wurde er Mitglied der jugendbewegt-reformierten Studentenvereinigung Deutsche Hochschulgilde Ostmark. An der Technischen Hochschule Karlsruhe wurde er von 1933 bis 1936 als Assistent des Akustikers und späteren Rektors Hermann Backhaus (1885–1956) übernommen. In dieser Zeit erlangte Aschoff sein Diplom (1934) und seine Promotion (1936). Ab dem Jahr 1937 war Aschoff zunächst in der Forschungs- und Entwicklungsabteilung von AEG in Berlin tätig und habilitierte sich 1942 an der Technischen Hochschule Berlin. Am 1. Februar 1941 stellte die AEG Volker Aschoff der Torpedoversuchsanstalt Gotenhafen für die Entwicklung von zielsuchenden Torpedos zur Verfügung. Im Sommer 1943 wurde ihm die Gesamtleitung der Technischen Abteilung dieser Versuchsanstalt übertragen. Ihm unterstanden ab diesem Zeitpunkt 400 wissenschaftliche und technische Angestellte und rund 1200 Lohnempfänger. Während des Zweiten Weltkrieges forderte Volker Aschoff seine Verwendung an der Front, was aber wegen seiner kriegswichtigen Arbeit an der Torpedoversuchsanstalt abgelehnt wurde. Nach dem Krieg arbeitete er von Mai bis November 1945 schließlich für die Royal Navy. Danach wurde er nach Königsfeld im Schwarzwald entlassen, wo er von Dezember 1945 bis Ende Mai 1946 als Reparaturmechaniker arbeitete. Vom 1. Juni 1946 bis 1950 arbeitete er bei der Firma Wilhelm Zeh KG. in Freiburg im Breisgau.
Zum 1. August 1950 folgte er einem Ruf an die RWTH Aachen, wo er als ordentlicher Professor für elektrische Nachrichtentechnik an der Fakultät für Maschinenwesen und Elektrotechnik angestellt wurde. Hier blieb er bis zu seiner Emeritierung im Jahr 1975 und wurde mehrfach zum Dekan und in den Senat gewählt sowie auch von 1963 bis 1965 zum Rektor der RWTH. In dieser Zeit erwarb er sich besondere Verdienste bei der Gründung der Philosophischen und der Medizinischen Fakultät. Darüber hinaus war Volker Aschoff Mitglied im Deutschen Wissenschaftsrat sowie in der Rheinischen Akademie der Wissenschaften, im Aufsichtsrat der AEG, im Vorstand der Nachrichtentechnischen Gesellschaft (NTG), der heutigen Informationstechnischen Gesellschaft sowie in der Sachverständigenkommission der Deutschen Bundespost. Zwischenzeitlich ließ sich Aschoff von 1969 bis 1972 aus dem Hochschuldienst beurlauben, um auch noch eine Aufgabe als Vorstandsvorsitzender der Deutschen Forschungs- und Versuchsanstalt für Luft- und Raumfahrt (DLR) in Köln anzunehmen.
Aschoffs spezielle Forschungen galten nicht nur der Erforschung klassischer Themen der Nachrichtentechnik, sondern besonders den interdisziplinären Gebieten wie beispielsweise dem räumlichen Hören, der methodischen Hörsaalplanung, der selbsttätigen Brandmeldung und schließlich nach seiner Emeritierung der Geschichte der Nachrichtentechnik. Noch bis ins hohe Alter schrieb er hierzu regelmäßig Fachpublikationen, vor allem zum letztgenannten Interessengebiet.
Aschoff war seit 1936 mit Wiebke geb. Jantzen verheiratet und hatte vier Kinder.

## Ehrungen
- 1973: Großen Verdienstkreuz[1].
- 1978: Ehrenmitgliedschaft und Verleihung der Heinrich-Henne-Medaille der Vereinigung zur Förderung des Deutschen Brandschutzes e. V. (vfdb)[2]
- 1986: Ehrendoktorwürde der Universität Karlsruhe

## Werke (Auswahl)
- Experimentelle Untersuchungen an einer Klarinette, Dissertation, Gräfenhainichen 1936
- Moderne Nachrichtenübermittlung und Fernmeldetechnik im Eisenbahnverkehr, Düsseldorf, Droste, 1953
- Über das räumliche Hören, Köln, Westdeutscher Verlag, 1964
- Alma mater utopia, Ratingen bei Düsseldorf, Henn, 1967
- Einführung in die Nachrichtenübertragungstechnik, Berlin, Julius Springer, 1968
- Aus der Geschichte der Nachrichtentechnik, Opladen, Westdeutscher Verlag, 1974
- Paul Schilling von Canstatt und die Geschichte des elektromagnetischen Telegraphen, München, Oldenbourg, 1977
- Über den byzantinischen Feuertelegraphen und Leon, den Mathematiker, München, Oldenbourg, 1980
- Aus der Geschichte der Telegraphen-Codes, Opladen, Westdeutscher Verlag, 1981
- Drei Vorschläge für nichtelektrisches Fernsprechen aus der Wende vom {18. [achtzehnten] zum {19. [neunzehnten] Jahrhundert, München, Oldenbourg, 1981
- Geschichte der Nachrichtentechnik, Bd. I (1984), Bd. II (1987), Berlin, Julius Springer
- Die Telegraphen in Wilhelm Meisters Wanderjahren, Ulm/Donau, Fabri-Verlag, 1992
- Über die Beschreibung des Echos durch Aristoteles, Ulm/Donau, Fabri-Verlag, 1993